# リーアム・リンチ
リーアム・リンチ（Liam Lynch、1893年11月9日 - 1923年4月10日）は、アイルランド内戦におけるIRA指導者の一人。

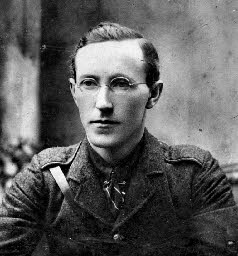
General Liam Lynch

## 生涯
リンチはリムリック県Barnagurrahaで生まれた。1910年、17歳になるとコーク県ミッチェルズタウンで仕事につき働いた。この町でゲール語連盟に加盟している。
1916年のイースター蜂起後の混乱の中で、王立アイルランド警察隊 (Royal Irish Constabulary) が市民を殺害するのを目撃している。彼はコーク県の義勇兵を組織し、アイルランド独立戦争ではコーク第二旅団を率いて戦った。イギリス軍の将軍を捕虜とするなどの戦功をあげ、IRAの第一南師団師団長に任命されている。
彼はIRAの軍事指導者の一人であり、戦後の英愛条約に反対していた。1922年にはIRA中の反条約派の参謀長に就き、内戦が勃発するとリムリック攻撃などを指揮した。
リンチは1923年4月10日にティペラリー県の山地で重傷を負い死亡した。1935年にはその地に記念碑が設けられている。